# Steremnia pilosa
Steremnia pilosa är en fjärilsart som beskrevs av Johannes Karl Max Röber 1927. Steremnia pilosa ingår i släktet Steremnia och familjen praktfjärilar. Inga underarter finns listade i Catalogue of Life.